# فاسيل بوجيكوف
فاسيل بوزهيكوف (بالبلغارية: Васил Божиков)‏ (2 يونيو 1988 بغوتسه دلتشو في بلغاريا - ) هو لاعب كرة قدم بلغاري في مركز الدفاع. شارك مع منتخب بلغاريا تحت 21 سنة لكرة القدم ومنتخب بلغاريا لكرة القدم. أما مع النوادي، فقد لعب مع نادي قاسم باشا ونادي ليتكس لوفتش وOFC Gigant Saedinenie ‏ وFC Minyor Pernik ‏.

## وصلات خارجية
- فاسيل بوجيكوف على موقع الاتحاد الدولي (مؤرشف)  (الإنجليزية)
- فاسيل بوجيكوف على موقع الاتحاد الأوربي (الإنجليزية)
- فاسيل بوجيكوف على موقع اتحاد تركيا (لاعب) (الإنجليزية)
- فاسيل بوجيكوف على موقع قاعدة بيانات كرة القدم.إي يو (الإنجليزية)
- فاسيل بوجيكوف على موقع ناشيونال فوتبول تيمز (الإنجليزية)
- فاسيل بوجيكوف على موقع Soccerway.com (الإنجليزية)
- فاسيل بوجيكوف على موقع عالم كرة القدم.نت (الإنجليزية)